# H...
H... (fl. XXII secolo a.C.) è stato un sovrano egizio, inserito nella IX dinastia; si conosce solo tale parte del suo nome.

## Biografia
Questo sovrano, di cui si conosce solamente l'inizio del nome, è citato nel Canone Reale. A questo sovrano dovrebbero seguirne altri nove (da 5.1 a 5.9) i cui nomi sono andati completamente perduti.
La riga 10 della V colonna (5.10) riporta un totale (scritto in rosso) di 18 sovrani. Tale notazione, in altri punti del documento, sembra concordare con i cambi di dinastia citati nell'opera di Manetone anche se la mancanza di altre indicazioni rende difficile attribuire un particolare significato all'annotazione.

## Liste reali egizie
|            | \| \| \| non citato \| \| \| |
|            |                              |
| non citato |                              |
|            |                              |

|            |
| non citato |
|            |

|            | \| \| \| non citato \| \| \| |
|            |                              |
| non citato |                              |
|            |                              |

|            |
| non citato |
|            |

| V28 | HASH |

| V28 | HASH |

| V28 | HASH |

| V28 | HASH |

| V28 | HASH |

| V28 | HASH |

| V28 | HASH |

| V28 | HASH |